# Louis-Jacques d'Abbaye
Louis Jacques d'Abbaye est un homme politique français né le 28 octobre 1735 à Melle (Deux-Sèvres) et décédé le 10 janvier 1818 à Poitiers (Vienne).

## Biographie
Président de la prévôté de Melle en 1762, il est membre de l'assemblée provinciale du Poitou en 1787 et député du tiers état aux États généraux de 1789. Il démissionne le 3 novembre 1789 pour raison de santé et devient procureur syndic de Melle en juillet 1790.

## Sources
- Ressource relative à la vie publique :   - Base Sycomore
- « Louis-Jacques d'Abbaye », dans Adolphe Robert et Gaston Cougny, Dictionnaire des parlementaires français, Edgar Bourloton, 1889-1891 [détail de l’édition]